# Таран Григорій Олексійович
Григо́рій Олексі́йович Тара́н (нар. 18 жовтня 1912 — пом. 11 листопада 1948) — радянський льотчик, командир 3-го авіаційного транспортного полку 10-ї гвардійської авіатранспортної дивізії ЦПФ. Герой Радянського Союзу (1944). Один з піонерів освоєння повітряних трас над високогірним Паміром, першопрокладач авіалінії в Таджикистані (1938).

## Біографія
Народився у селі Велика Мамайка (нині — с. Підгайці Кропивницького району Кіровоградської області) в селянській родині. Українець. Працював столяром-верстатником на заводі сільськогосподарського машинобудування «Червона Зірка» (сучасне Акціонерне товариство «Ельворті»).
У вересні 1931 року за направленням ЛКСМУ вступив до Батайської авіаційної школи цивільного повітряного флоту (ЦПФ). По закінченні школи, з 1933 по 1938 роки, працював у ній льотчиком-інструктором. З 1938 року — пілот-інструктор Новосибірського авіаклубу.
З початком німецько-радянської війни в червні 1941 року призваний до лав РСЧА. Воював у складі особливої авіаційної групи ЦПФ. За роки війни особисто здійснив 230 нічних бойових вильотів у глибокий тил ворога, доправляючи зброю, медикаменти і продовольство оточеним радянським військам і партизанським з'єднанням. Крім того, здійснив 400 вильотів на передові позиції радянських військ.
У травні 1945 року доправив у Сан-Франциско (США) урядову радянську делегацію, що взяла участь в установчому засіданні ООН.
Після виходу в запас у 1946 році, майор Г. О. Таран працював заступником командира окремої авіаційної групи міжнародних повітряних сполучень Головного Управління ЦПФ.
Трагічно загинув 11 листопада 1948 року під час полювання. Похований на Новодівичому цвинтарі в Москві.

## Нагороди
Указом Президії Верховної Ради СРСР від 5 листопада 1944 року за зразкове виконання бойових завдань командування на фронті боротьби з німецькими загарбниками та виявлені при цьому відвагу і героїзм, капітанові Тарану Григорію Олексійовичу присвоєне звання Героя Радянського Союзу з врученням ордена Леніна і медалі «Золота Зірка» (№ 4511).
Був нагороджений двома орденами Леніна, трьома орденами Червоного Прапора, двома орденами Вітчизняної війни 1-го ступеня, медалями.

## Вшанування пам'яті
У місті Кропивницький є вулиця Григорія Тарана.
Також вулиця Григорія Тарана є у селищі Шевченко Донецької області.